# Agatha Marie von Hanau
Gräfin Agatha Marie von Hanau-Lichtenberg (* 22. August 1599 in Buchsweiler (heute: Bouxwiller); † 23. Mai 1636 in Baden) war eine Tochter des Grafen Johann Reinhard I. von Hanau-Lichtenberg (* 1569; † 1625) und der Gräfin Maria Elisabeth von Hohenlohe-Neuenstein (* 1576; † 1605).
Sie heiratete am 10/20. November 1623 Georg Friedrich von Rappoltstein (* 14. Juli 1593; † 20/30. August 1651 in Straßburg). Er war ein Sohn von Eberhard von Rappoltstein (* 12. März 1570; † 17. August 1637 in Straßburg) und der Wild- und Rheingräfin Anna (* 1572; 25. August 1608). Georg Friedrich von Rappoltstein heiratete 1640 in zweiter Ehe Gräfin Charlotte Elisabeth von Solms-Sonnewalde und entstammte einem Geschlecht elsässischer Kulturmäzene.
Aus der Ehe von Agatha Marie und Georg Friedrich gingen zwei Kinder hervor:
- tot geborener Sohn (8/18. September 1626)
- Agatha Fridericia (* 13/23. Juli 1627; † 6/16. September 1627)

Der Verfasser der „Vorred“ zur Straßburger Ausgabe der Übersetzung der Aithiopiká des Heliodor durch Johannes Zschorn (ca. 1520–1560) widmete 1624 unter dem Pseudonym „Hisaia Sub Cruce, Ath.“ das Werk, das er nach der Protagonistin Chariclia nannte, der Gräfin Agatha Marie. Der inzwischen bekannte Verfasser dieser Vorrede war Isaak Habrecht, Publizist und ab 1617 Leibarzt des Grafen Johann Reinhard von Hanau-Lichtenberg. Zschorns Werk, das die erste Übersetzung des griechischen Werkes ins Deutsche darstellte, wurde in Straßburg bis 1641 allein sieben Mal aufgelegt, was als ein Beleg für ungewöhnlich verbreitete Kenntnisse griechischer Werke im Umkreis der Stadt gilt. Die Innovation der Chariclia von 1614 besteht darin, erstmals nicht auf ein Drama der griechischen Klassik, sondern auf einen spätantiken Roman zu rekurrieren. Georg Friedrich ließ sich mit einer Sackpfeife porträtieren, um seine Rolle als Schutzherr der Spielleute im gesamten Elsass zum Ausdruck zu bringen.
Agatha Marie starb am 23. Mai 1636 in Baden-Baden und wurde in Rappoltsweiler (heute: Ribeauvillé) beigesetzt. Ab 1637 stand der nunmehrige Witwer zusammen mit Johann Jakob dem Hause Rappoltstein vor, doch blieb ersterer nach dem 1626 tot geborenen Sohn ohne Erben. Mit letzterem, der seit 1628 erblindet war, starb die männliche Linie 1675 aus.

## Vorfahren
| Ahnentafel der Gräfin Agatha Marie von Hanau-Lichtenberg | Ahnentafel der Gräfin Agatha Marie von Hanau-Lichtenberg                                                                          | Ahnentafel der Gräfin Agatha Marie von Hanau-Lichtenberg                                                                          | Ahnentafel der Gräfin Agatha Marie von Hanau-Lichtenberg                                                                          | Ahnentafel der Gräfin Agatha Marie von Hanau-Lichtenberg                                                                          | Ahnentafel der Gräfin Agatha Marie von Hanau-Lichtenberg | Ahnentafel der Gräfin Agatha Marie von Hanau-Lichtenberg |
| -------------------------------------------------------- | --- | --- | --- | --- | -------------------------------------------------------- | -------------------------------------------------------- |
| Urgroßeltern                                             | Graf Philipp IV. von Hanau-Lichtenberg (* 1514; † 1590) ⚭ Gräfin Eleonore von Fürstenberg (* 1523; † 1544)                        | Graf Jakob von Zweibrücken-Bitsch (* 1510; † 1570) ⚭ Gräfin Katharina von Honstein († 1570)                                       | Graf Ludwig Kasimir von Hohenlohe-Neuenstein-Langenburg (* 1517; † 1568) ⚭ Gräfin Anna von Solms-Laubach (* 1522; † 1594)         | Graf Wilhelm der Reiche von Nassau-Dillenburg (* 1487; † 1559) ⚭ Gräfin Juliana zu Stolberg (* 1506; † 1580)                      |                                                          |                                                          |
| Großeltern                                               | Philipp V. von Hanau-Lichtenberg (* 1541; † 1599) ⚭ Ludovica Margaretha von Zweibrücken-Bitsch (* 1540; † 1569)                   | Philipp V. von Hanau-Lichtenberg (* 1541; † 1599) ⚭ Ludovica Margaretha von Zweibrücken-Bitsch (* 1540; † 1569)                   | Graf Wolfgang von Hohenlohe-Neuenstein-Weikersheim (* 1546; † 1610) ⚭ Grafin Magdalene von Nassau-Dillenburg (* 1547; † 1633)     | Graf Wolfgang von Hohenlohe-Neuenstein-Weikersheim (* 1546; † 1610) ⚭ Grafin Magdalene von Nassau-Dillenburg (* 1547; † 1633)     |                                                          |                                                          |
| Eltern                                                   | Johann Reinhard I. von Hanau-Lichtenberg (* 1569; † 1625) ⚭ Maria Elisabeth von Hohenlohe-Neuenstein-Weikersheim (* 1576; † 1605) | Johann Reinhard I. von Hanau-Lichtenberg (* 1569; † 1625) ⚭ Maria Elisabeth von Hohenlohe-Neuenstein-Weikersheim (* 1576; † 1605) | Johann Reinhard I. von Hanau-Lichtenberg (* 1569; † 1625) ⚭ Maria Elisabeth von Hohenlohe-Neuenstein-Weikersheim (* 1576; † 1605) | Johann Reinhard I. von Hanau-Lichtenberg (* 1569; † 1625) ⚭ Maria Elisabeth von Hohenlohe-Neuenstein-Weikersheim (* 1576; † 1605) |                                                          |                                                          |
| Agatha Marie                                             | | | | |                                                          |                                                          |